# يوهانس شاف
يوهانس شاف (بالألمانية: Johannes Schaaf)‏ هو كاتب سيناريو ومخرج وممثل ألماني، ولد في 7 أبريل 1933 بشتوتغارت في ألمانيا. من الجوائز التي نالها جائزة الفيلم الألماني ‏.

## جوائز
- جائزة الفيلم الألماني [الإنجليزية]‏

## وصلات خارجية
- يوهانس شاف على موقع IMDb (الإنجليزية)
- يوهانس شاف على موقع روتن توميتوز (الإنجليزية)
- يوهانس شاف على موقع مونزينجر (الألمانية)
- يوهانس شاف على موقع ألو سيني (الفرنسية)
- يوهانس شاف على موقع أول موفي (الإنجليزية)
- يوهانس شاف على موقع قاعدة بيانات الأفلام السويدية (السويدية)
- يوهانس شاف على موقع قاعدة بيانات الفيلم (الإنجليزية)
- يوهانس شاف على موقع كينوبويسك (الروسية)